# Stengel (Familienname)
Stengel ist ein deutscher Familienname.

## Namensträger

### A
- Adolf Stengel (1828–1900), deutscher Agrarwissenschaftler
- Adolf Stengel (Mineraloge) (1865–?), österreichischer Forstassistent und Mineraloge

### B
- Balthasar Wilhelm Stengel (1748–1824), deutscher Architekt und Baumeister

### C
- Casey Stengel (1890–1975), US-amerikanischer Baseballspieler und -manager
- Christian Stengel (1795–1890), deutscher Arzt

### E
- Edmund Stengel (Romanist) (1845–1935), deutscher Romanist
- Edmund Ernst Stengel (1879–1968), deutscher Historiker und Diplomatiker
- Emil von Stengel (1842–1925), bayerischer Generalleutnant
- Erwin Stengel (1902–1973), österreichisch-britischer Psychiater

### F
- Felix Burda-Stengel (1967–2021), deutscher Namensgeber einer Stiftung, siehe Felix Burda Stiftung
- Franz Stengel (Geistlicher) (1723–nach 1783), katholischer Geistlicher und Missionar
- Franz von Stengel (Jurist) (1803–1870), badischer Jurist und Politiker
- Franz von Stengel (Oberamtmann) (1811–1867), deutscher Verwaltungsbeamter
- Franz von Stengel (General, 1817) (1817–1877), deutscher Generalmajor
- Franz von Stengel (General, 1867) (1867–1947), deutscher Generalmajor
- Franziska von Stengel (1801–1843), deutsche Romanschriftstellerin
- Friedemann Stengel (* 1966), deutscher evangelischer Theologe
- Friedrich Joachim Stengel (1694–1787), deutscher Architekt

### G
- Georg Stengel (Theologe) (1584/1585–1651), deutscher Theologe und Philosoph
- Georg von Stengel (Kanzleidirektor) (1721–1798), deutscher Kanzleidirektor und Staatsrat
- Georg Stengel (Opernsänger), deutscher Opernsänger
- Georg Stengel (Popsänger) (* 1993), deutscher Popsänger
- Georg von Stengel (Ministerialbeamter) (1775–1824), deutscher Ministerialbeamter
- Georg von Stengel (Baumeister) (1814–1882), deutscher Baumeister
- Gerhard Stengel (1915–2001), deutscher Maler, Grafiker, Zeichner
- Gottlieb Stengel (1897–1981), deutscher Diplomlandwirt und Direktor der Ackerbauschule Hohenheim

### H
- Hansgeorg Stengel (1922–2003), deutscher Schriftsteller und Kabarettist
- Heinrich Stengel (Architekt) (1874–nach 1929), deutscher Architekt in München
- Heinrich Stengel (Numismatiker) (1884–1970), deutscher Lehrer und Numismatiker
- Heinrich Christian Michael von Stengel (1744–1796), französischer General deutscher Herkunft
- Hermann von Stengel (Staatssekretär) (1837–1919), deutscher Politiker und Verwaltungsbeamter
- Hermann von Stengel (Gesandter) (1872–1954), deutscher Offizier und Diplomat

### J
- Johann Rudolf Stengel (1824–1857), schweizerischer Ingenieur-Topograf und Kartograf
- Johann Friedrich Stengel (1746–1830), deutscher Architekt und kaiserlich-russischer Hofbaumeister
- Joseph Gabriel von Stengel (1771–1848), deutscher Jurist und Verwaltungsbeamter

### K
- Karl Stengel (Theologe) (1581–1663), deutscher Abt, Theologe und Schriftsteller
- Karl Stengel (Maler) (1925–2017), ungarisch-deutscher Maler
- Karl von Stengel (General) (1765–1818), deutscher Generalmajor
- Karl von Stengel (Jurist) (1840–1930), deutscher Richter und Rechtswissenschaftler
- Karl-Heinz Stengel (* 1952), deutscher Beamter, Verbandsfunktionär des CVJM
- Katie Stengel (* 1992), US-amerikanische Fußballspielerin
- Kilien Stengel (* 1972), Französischer Gastronomiewissenschaftler und Autor
- Kurt Stengel (Offizier) (1862–1917), sächsischer Oberst und Brigadekommandeur
- Kurt Stengel (1907–2001), Leiter der Stadtwerke Karlsruhe

### L
- Leopold Stengel (1804–1881), badischer Oberamtmann
- Liborius Stengel (1801–1835), deutscher Theologe und Hochschullehrer
- Lothar Stengel (* 1941), deutscher Boxer
- Lothar Stengel-von Rutkowski (1908–1992), deutscher Arzt, Anthropologe und Rassenhygieniker sowie Dichter

### M
- Margarethe von Stengel (1898–1981), Widerstandskämpferin gegen den Nationalsozialismus
- Marion von Stengel (geb. Marion Hilgers; * 1962), deutsche Schauspielerin und Synchronsprecherin

### P
- Paul Stengel (1851–1929), deutscher Altphilologe und Gymnasiallehrer
- Paul Stengel (Politiker) (1873–1923), deutscher Politiker (DVP)
- Peter Stengel (?–1877), deutscher Sänger

### R
- Richard Stengel (* 1955), US-amerikanischer Journalist
- Rudolf von Stengel (1772–1828), preußischer Generalmajor
- Rudolf Stengel (Politiker) (1804–1857), Schweizer Kerzenfabrikant und Politiker

### S
- Stephan von Stengel (1750–1822), deutscher Zeichner, Radierer, Kunstsammler und Mäzen

### T
- Theophil Stengel (1905–1995), deutscher Chorleiter, Komponist und Musikwissenschaftler

### W
- Walter Stengel (1882–1960), deutscher Kulturhistoriker und Museologe
- Werner Stengel (* 1936), deutscher Ingenieur
- Wilhelm Stengel (Pianist) (1846–1917), österreichisch-galizischer Pianist und Musikpädagoge
- Wilhelm von Stengel (1860–1927), deutscher Politiker
- Wilhelm Stengel (Zahnmediziner) (1901–1967), deutscher Zahnmediziner und Verbandsfunktionär
- Wilhelm Ferdinand Stengel (1796–1870), deutscher Beamter und Polizeidirektor
- Witigo Stengel-Rutkowski (1935–2012), deutscher Geologe